# リオシオン＝バスターミナル
リオシオン＝バスターミナル（ギリシア語: Σταθμός Λιοσίων）は、ギリシャのアテネ市街地の北部にある長距離バスターミナル。アテネバスターミナルB（Bus Terminal B）と表記されることもある。
アテネには2箇所の長距離バスターミナルがあり、キフィソウ通りバスターミナルが最大である。もうひとつのバスターミナルが、このリオシオン＝バスターミナルである。

## 路線
バルカン半島方面へのバスが当バスターミナルより運行されている。主な行き先と所要時間は次の通り。
- ティーヴァ （所要時間 1時間30分）
- リヴァディア （2時間）
- アンフィサ （3時間30分）
- デルフィ （3時間）
- ヴォロス （4時間30分）
- カルディツァ （4時間）
- トリカラ、メテオラ （4時間30分）
- ラリサ （4時間30分）

## アクセス
- 急行バス X93系統 ： アテネ国際空港発 リオシオン＝バスターミナル経由 キフィソウ通りバスターミナル行き[2]
- アテネ地下鉄 1号線 アギオス・ニコラオス駅（Άγιος Νικόλαος）から西へ徒歩0.7km